# Гінкго Пост-Волинське
Гінкго Пост-Волинське — ботанічна пам'ятка природи місцевого значення, розташована по вулиці Новопольовій, 97 у Солом'янському районі м. Києва. Заповідана у листопаді 2009 року. Висаджені приблизно в 1970 році.

## Опис
Два дерева гінкго дволопатевого, віком 50 років. Висота дерева 16 м, на висоті 1,3 м, це дерево має 1,4 м в обхваті.

## Галерея

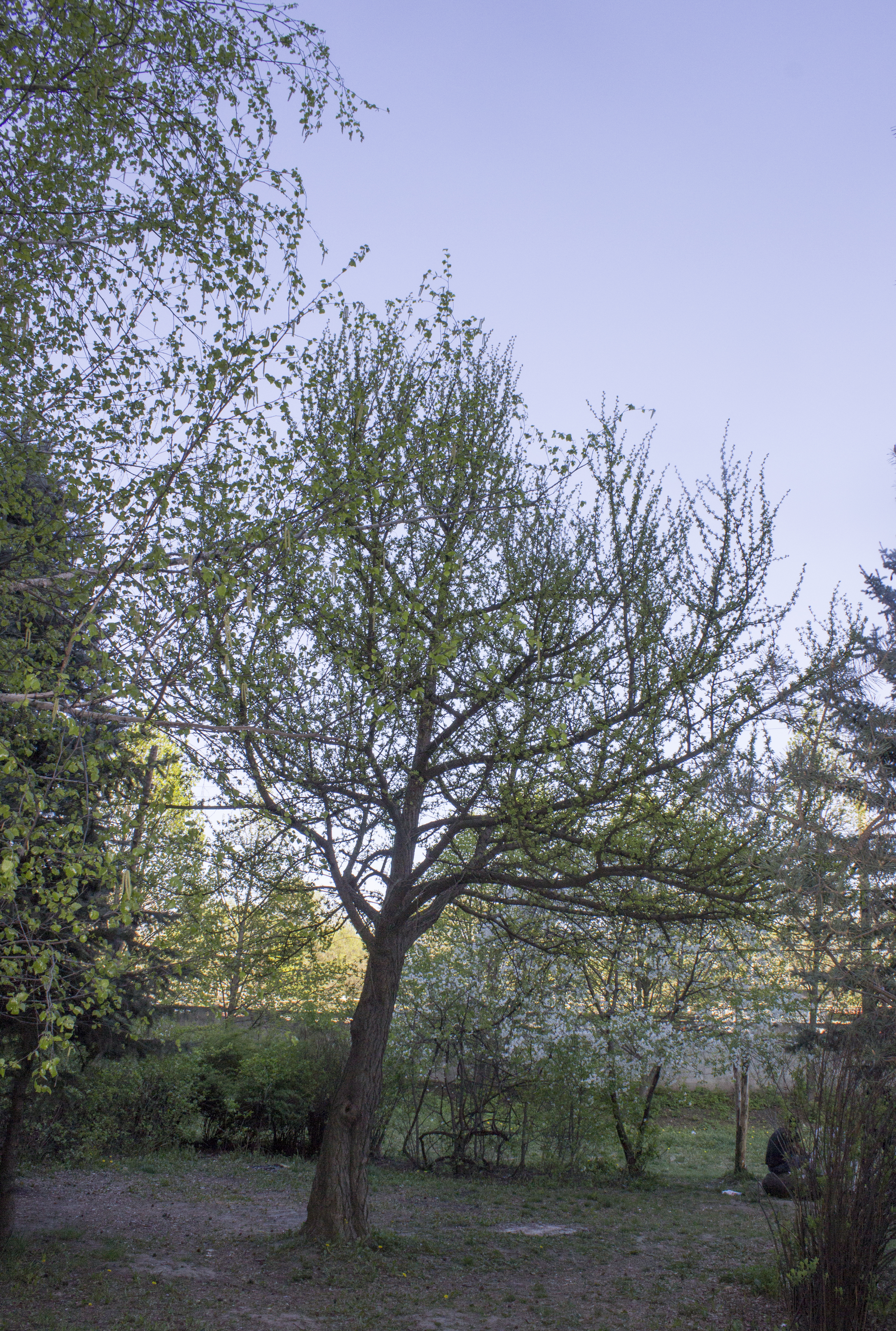
Одне із дерев 28 квітня 2015 року
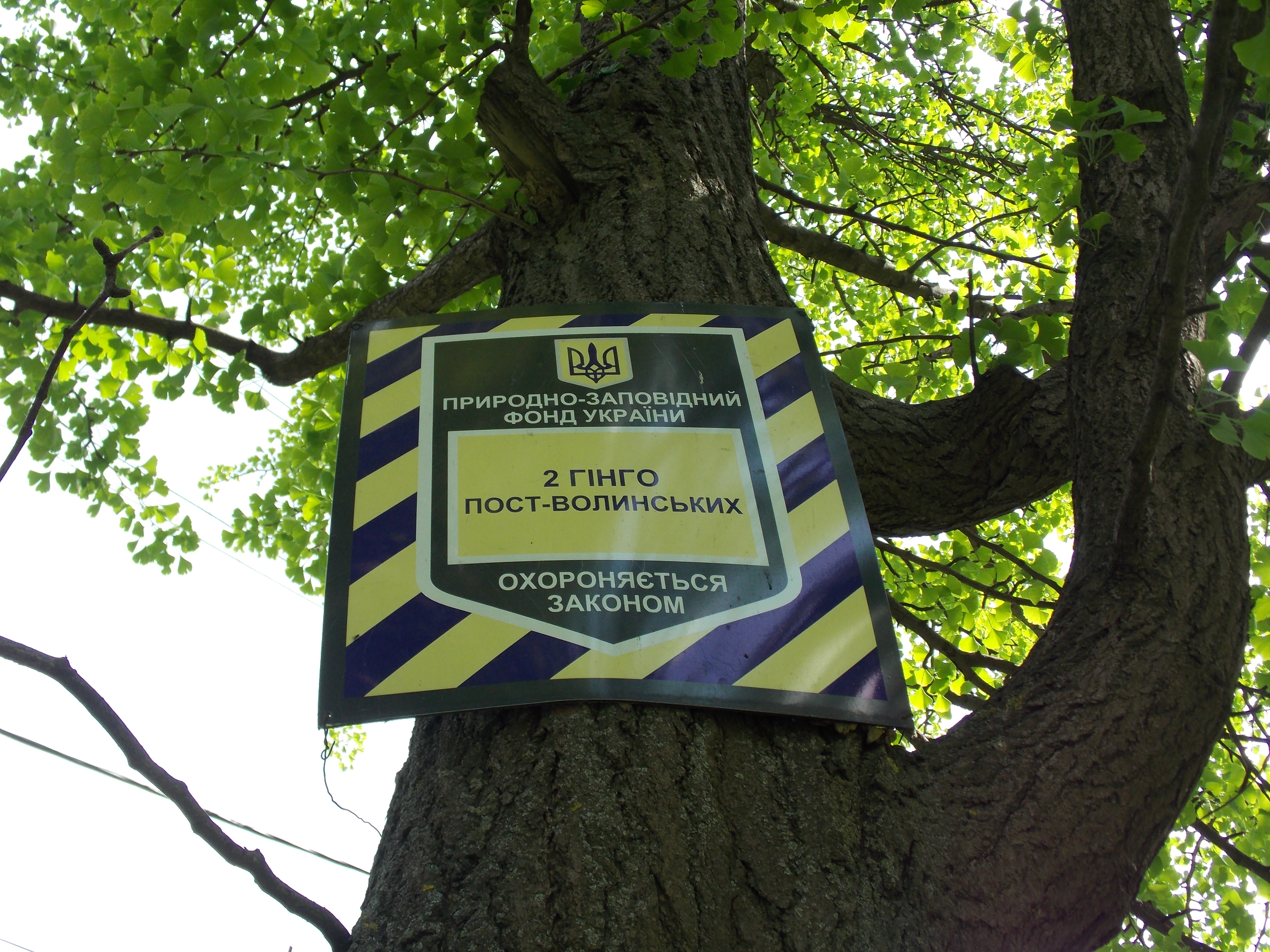
Табличка
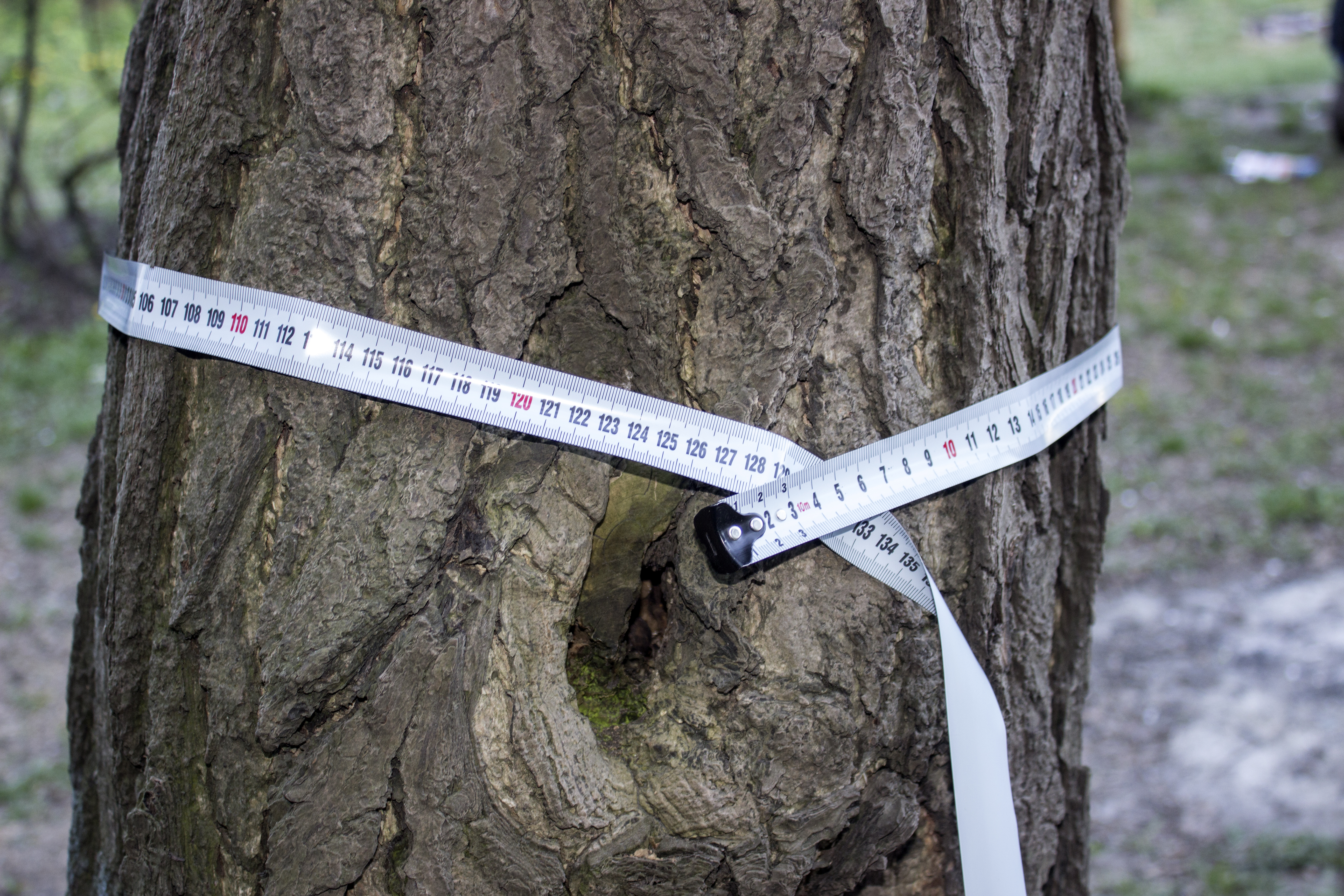
Одне із дерев 28 квітня 2015 року
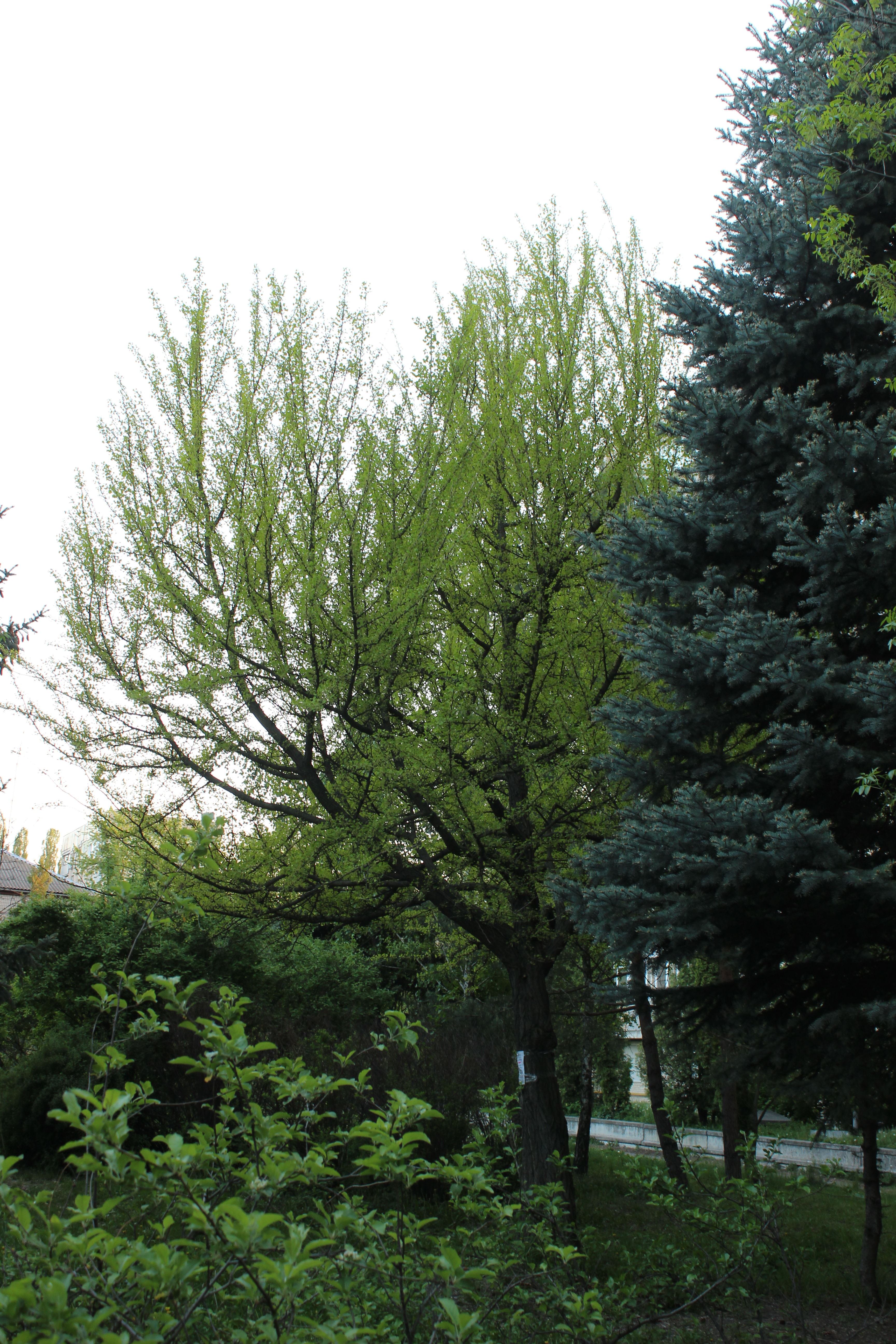
Одне із дерев 6 травня 2017 року